# The Bled
The Bled ist eine Metalcore-/Post-Hardcore-Band aus Tucson, Arizona. Sie wurde 2001 unter dem Namen The Radiation Defiance Theory gegründet, nannte sich jedoch kurze Zeit später wegen der Länge des bisherigen Bandnamens in The Bled um. Derzeit ist sie bei Rise Records unter Vertrag.

## Geschichte
The Bled tourten unter anderem schon mit Bands wie The Fall of Troy, Alexisonfire, The Dillinger Escape Plan, Thrice, Midtown, My Chemical Romance, Underoath, Senses Fail und AFI.
Nachdem man erst zwei Monate als Band zusammen war, wurde 2001 die EP His First Crush veröffentlicht, von welcher nur 1000 Kopien gepresst wurden.
Die zweite EP Ambulance Romance, welche auch unter dem Namen The Bled (EP) bekannt ist, wurde 2002 veröffentlicht und ist bis heute sehr selten, da nur genau 666 Originalkopien existieren.

## Diskografie

### Alben
- 2003: Pass the Flask
- 2005: Found in the Flood
- 2007: Silent Treatment
- 2010: Heat Fetish

### EPs
- 2001: His First Crush
- 2002: Ambulance Romance

### Split-Alben
- The Bled and From Autumn to Ashes Vagrant Sampler